# Морган, Огастес де
Огастес (Август) де Мо́рган (англ. Augustus de Morgan, 27 июня 1806, Мадурай, Индия — 18 марта 1871, Лондон) — шотландский математик и логик, профессор математики в Университетском колледже Лондона (1828—1831, 1836—1866). Первый президент (1866) Лондонского математического общества.
Основные труды: по математической логике и теории рядов; к своим идеям в алгебре логики Огастес де Морган пришёл независимо от Дж. Буля. В 1847 изложил элементы логики высказываний и логики классов, дал первую развитую систему алгебры отношений. С его именем связаны известные теоретико-множественные соотношения (законы де Моргана).

## Память
В 1935 г. Международный астрономический союз присвоил имя Огастеса де Моргана кратеру на видимой стороне Луны.